# Bossiella plumosa
Bossiella plumosa P.C. Silva, 1957  é o nome botânico  de uma espécie de algas vermelhas pluricelulares do gênero Bossiella, subfamília Corallinoideae.

## Sinonímia
- Bossea plumosa Manza, 1937
- Bossea frondifera Manza, 1937